# Arc (fiume Savoia)
L'Arc, in italiano anche Arco (desueto), è un fiume della Savoia (Francia).

## Percorso
Il fiume nasce dal gruppo alpino delle Levanne, nei pressi del confine con l'Italia, bagna la regione della Moriana e, dopo un percorso di 127,5 km  si getta nell'Isère.
Il suo principale affluente è l'Arvan che confluisce nell'Arco presso San Giovanni di Moriana.
Il fiume percorre come un grande arco: dapprima scende in direzione sud-ovest, poi piega ad ovest ed infine si dirige verso nord-ovest. Incontra l'Isère tra le città di Albertville e Montmélian.

### Comuni attraversati
- Bonneval-sur-Arc
- Bessans
- Lanslevillard
- Lanslebourg-Mont-Cenis
- Termignon
- Sollières-Sardières
- Bramans
- Avrieux
- Modane
- San Michele di Moriana
- San Giovanni di Moriana
- Aiguebelle
- Aiton

## Principali affluenti
- Doron de Termignon
- Arvan

- ruisseau de St Benoît
- Valloirette
- Neuvache
- Glandon